# Tion Otang
Tion Otang ist ein Politiker aus Kiribati.
Am 28. März 2003 wurde der amtierende Präsident von Kiribati, Teburoro Tito, durch ein Misstrauensvotum des Maneaba ni Maungatabu seines Amtes enthoben. Damit wurde Tion Otang amtierender Präsident als Vorsitzender des Staatsrats. Otang blieb bis zur Neuwahl des Präsidenten Anote Tong im 10. Juli 2003 im Amt.